# Семейный фотоальбом

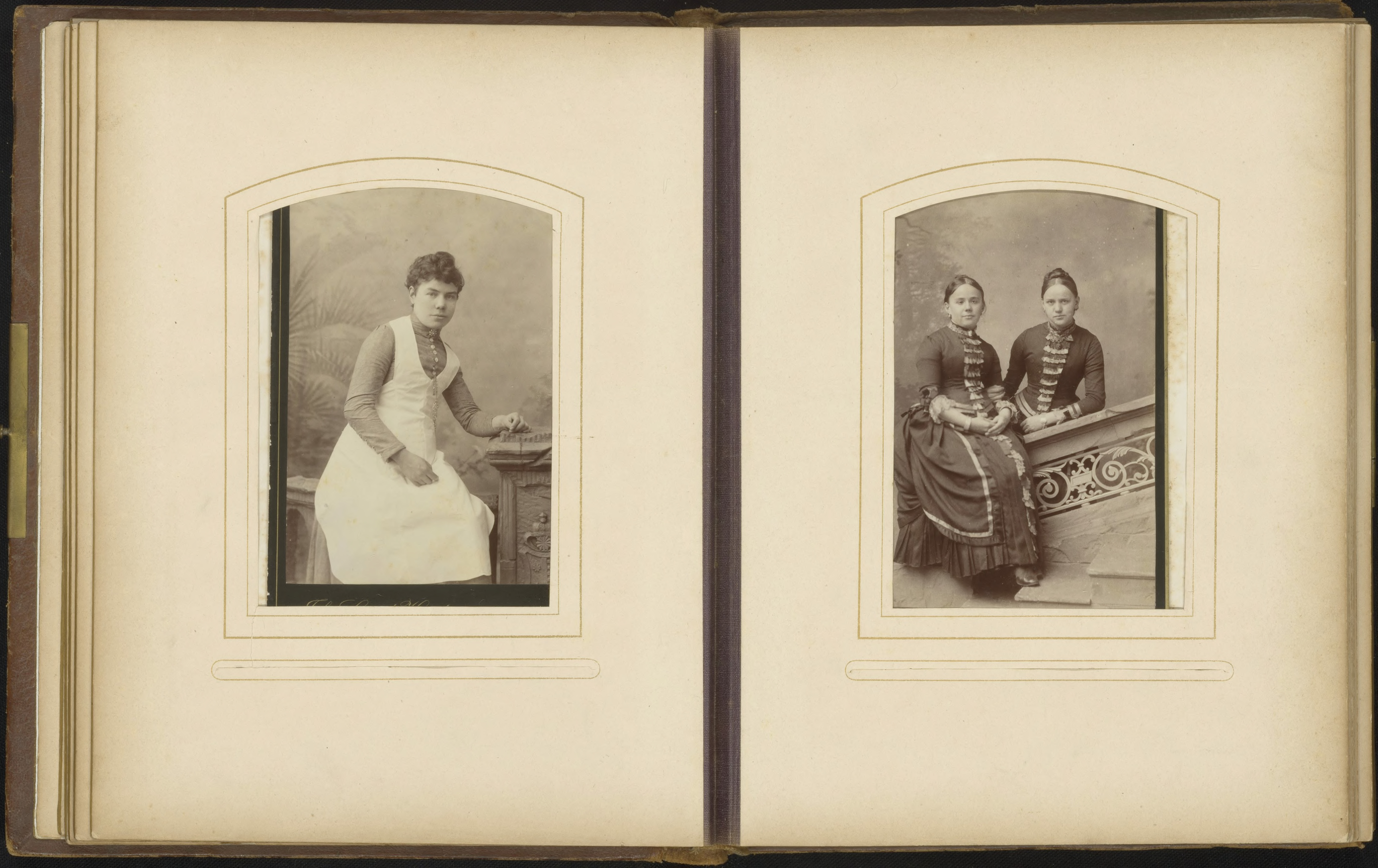
Фотоальбом нидерландской семьи второй половины XIX века

 Семе́йный фотоальбо́м  — собрание семейных фотографий, сгруппированных по  тематическому признаку и соединяющих отдельные разобщённые моменты жизни в цельную историю.  Представляя собой часть семейного богатства,  служит сохранению фамильной памяти, созданию чувства принадлежности к семье и её объединению . 
Семейный альбом  представляет интерес как уникальное средство  для  воссоздания межличностных и внутрисемейных связей, а также повседневного быта семьи в разное историческое время. Его можно рассматривать как социальное явление, служащее отражением  отличительных характеристик визуальной культуры в конкретную историческую эпоху.

## История
Изобретение фотографии в XIX веке поначалу не связывали с её применением для создания портретов. В 1839 году, делая доклад об изобретении во Французской Академии наук,  Франсуа Араго назвал тех, для кого новый способ фиксации изображений может быть полезен. По его мнению, то были историки, археологи, физики и астрономы. Однако уже в этом году «дагеротипомания» охватила огромное число людей, о чём свидетельствует рисунок Теодора Мориссе в журнале «Карикатюр». На рисунке, названный «Дагеротипомания», можно видеть множество людей, бегающих с дагеротипами и без устали фотографирующих друг друга. Поскольку поверхность дагеротипов отличалась особой чувствительностью к внешним воздействиям и легко повреждалась, готовые снимки обязательно накрывались стеклом, которое герметизировалось окантовкой из бумаги, пропитанной гуммиарабиком. При этом стекло отделялось от поверхности дагеротипа рамкой из золочёной латуни или картона. Обработанный таким способом снимок заключался в рамку из дорогих сортов дерева . Для хранения таких снимков использовались особые футляры .
С совершенствованием техники и одновременным упрощением и удешевлением фотосъёмки,  фотографии стали изготавливаться тысячами. По мнению историков, имела место своеобразная «портретомания»: все желали получить свой портрет и фотографии других людей. В этот период возникли семейные фотоальбомы.
Семейные альбомы XIX века имели мало общего с нынешними. Дагеротипы хранились в отдельных футлярах, а собственные  маленькие  «портреты-визитки» соседствовали в альбомах рядом «со снимками родных, знакомых, политиков, актрис, художников и т.д.» . Существовали разные виды фотоальбомов  –  альбомы-фотоколлажи, альбомы с паспарту, альбомы-шкатулки и др. .
Их назначение было не только в том, чтобы хранить фотографии, но и выполнять аксиологические функции. Роскошно оформленные, снабжённые бархатными или кожаными обложками, со старательно отобранными фотографиями, они превращались в семейную реликвию. Это своеобразное произведение искусства находило почётное место в кабинетах и гостиных.

## Роль  фотоальбомов в семье
В семейных фотоальбомах собранные фотографии обычно располагают «по темам», что позволяет соединить разные эпизоды жизни в единую историю. Такие альбомы помогают сохранить семейные воспоминания, формировать ощущение семейной идентичности, сплотить семью. Это – семейное богатство, материально-вещественный символ прошлого, который помогает семье реконструировать и понимать фамильную историю жизни.
Cемейный альбом демонстрирует гордость за свою семью. Собранные в нём снимки дают возможность  вновь обратится к значительным событиям в жизни, помогают новому поколению осознать своё место в этой жизни. Просмотр фотоальбома превращается в семейную традицию, способствующую сплочению, чему помогает зрительный ряд, демонстрирующий нерушимость связей большой семьи. Такой ритуал нередок при визите гостей или при приёме в семью нового человека
По мнению  В. Нурковой,
Становление социально удачливых членов семьи, умалчивание о девиантных судьбах, удостоверение их совместного существования с помощью групповых снимков – вот привычное содержание семейного фотоальбома, основная функция которого заключается в накоплении и стабилизации социального капитала семьи.
Нередко  семейные фотографии становятся единственным способом  сохранить связь между членами  увеличившейся семьи. Особенно заметно это в тех семьях, где родные люди живут в разных странах.  Постоянный обмен фотоальбомами, в которых содержится визуальная информация о важных событиях (свадьбах, появлении на свет новых членов семьи, поездках, семейных торжествах) превратился в обычай, своеобразную форму общения,  демонстрацию единства, средство извещения о значимых историях в семье, способ сохранить контакт между членами семьи, проживающими в удалении друг от друга.
Семейные фотоальбомы «запускают» механизм, благодаря которому формируется «идентичность семьи как межпоколенческого биографического проекта».

## Семейный альбом как объект исследования
Семейный фотоальбом превратился в приукрашенное представление о человеке и его семье. Снимки в альбом проходят строгий отбор. Предпочтение отдается фотографиям, на которых запечатлено «только самое достойное, интересное и красивое».  Улыбающиеся лица, хорошая одежда,  как фон – праздничное застолье, новая машина или знаменитые места и памятники. Таковы критерии выбора фотографий в семейном фотоальбоме . Сама его история связана с психологическими и социологическими нюансами и  имеет явную связь с общей историей. 
Как один из видов массовой культуры семейный альбом являет собой  современный образец фольклора, сохраняющий серию представлений о прошлом. Это дает возможность оценивать произошедшие перемены в обществе.
Благодаря фотоальбомам удаётся запечатлеть не просто семейную историю, но и выделить определённые направления изменений в обществе. Этому способствует выстраиваемый в фотоальбоме видеоряд, зафиксировавший объекты, человеческую деятельность, учреждения, обряды, свойственные конкретному историческому периоду и порой забытые в наши дни. Сюда же относятся  детали гендерного плана, иерархии в семье. Отмечается, что фотографии из семейных фотоальбомов имеют самостоятельную научную ценность как источник важных социальных знаний . Они, как и сам фотоальбом, могут служить предметом изучения для социолога или антрополога.